# Mickey Tucker
Mickey Tucker (Durham (Connecticut), 28 april 1941) is een Amerikaanse jazzpianist en -organist.

## Biografie
Tucker begon op 6-jarige leeftijd met pianospelen en speelde al op jonge leeftijd in kerken. Hij werkte in de opnamestudio in de jaren 1960 met rhythm-and-blues-muzikanten als Little Anthony & the Imperials en Damita Jo en hij begeleidde ook de komiek Timmy Rogers. Hij begon eind jaren 1960 jazz te spelen en trad op met James Moody, Frank Foster, Roland Kirk (die als Tucker ook orgel speelde), Thad Jones en Mel Lewis, Roy Brooks, Eddie Jefferson en de band Final Edition tussen 1969 en 1975. Hij begeleidde de vroege George Benson, voordat hij de jazz verliet. In 1976 speelde hij met Eric Kloss. In hetzelfde jaar was hij ook lid van Art Blakeys Jazz Messengers en trad hij op als muzikaal leider tijdens hun zomertournee door Europa. Daarna werkte hij bij Junior Cook, Philly Joe Jones en Billy Harper.
In de jaren 1980 speelde Tucker bij het Art Farmer/Benny Golson Jazztet, Richie Cole, Phil Woods en Louis Hayes. In de jaren 1990 werkte hij opnieuw samen met Junior Cook en de Jazztet en met Bob Ackerman. Af en toe bracht hij verschillende albums uit als solist en leider (eerst in 1975 Triplicity). Hij is van oorsprong een hardbop-pianist en zijn stijl beperkt zich hier niet toe, maar voldoet aan alle eisen van de moderne jazzpiano. Mickey Tucker was al een veelgevraagd muzikant, vooral bij muzikanten, voordat hij op zichzelf bekend werd. Zijn begeleiding is fantasierijk en afwisselend, zijn solo-improvisaties zijn fantasierijk en technisch vaardig. In plaats van dominante akkoorden gebruikt hij bijvoorbeeld glissando-achtige toonladderachtige runs van onder naar boven op het overeenkomstige punt.

## Discografie

### Als leader
- 1975: Triplicity (Xanadu Records)
- 1976: Doublet (Dan)
- 1977: Sojourn (Xanadu)
- 1978: Mister Mysterious (Muse Records)
- 1979: The Crawl (Muse)
- 1989: Blues in Five Dimensions (SteepleChase Records)
- 1989: Sweet Lotus Lips (Denon Records)
- 1994: Hang in There (Steeplechase)
- 1995: Gettin' There (SteepleChase)

### Als sideman
Met Richie Cole
- 1977: New York Afternoon (Muse)

Met Junior Cook
- 1977: Pressure Cooker (Catalyst)
- 1988: The Place to Be (SteepleChase)
- 1989: On a Misty Night (SteepleChase)
- 1991: You Leave Me Breathless (SteepleChase)

Met Frank Foster
- 1968: Manhattan Fever
- 1978: Twelve Shades of Black
- 1979: Non-Electric Company
- 1998: Swing
- 2007: Well Water

Met Bill Hardman
- 1978: Home (Muse)
- 1989: What's Up (SteepleChase)

Met Louis Hayes
- 1989: The Crawl (Candid)

Met Willis Jackson
- 1973: West Africa
- 1974: Headed and Gutted

Met Eddie Jefferson
- 1974: Things Are Getting Better (Muse)
- 1976: Still on the Planet (Muse)
- 1999: Vocal Ease

Met Rahsaan Roland Kirk
- 1971: Blacknuss
- 1978: The Vibration Continues
- 1999: Left Hook Right Cross

Met Eric Kloss
- 1974: Essence (Muse)
- 1976: Battle of the Saxes (Muse)

Met Johnny Lytle
- 1980: Fast Hands
- 1997: Easy Easy

Met the Art Farmer/Benny Golson The Jazztet
- 1979: Stablemates, Art Farmer/Tommy Flanagan
- 1983: Moment to Moment (Soul Note)
- 1983: Nostalgia (Baystate)
- 1986: Back to the City (Contemporary)
- 1986, 1988: Real Time (Contemporary)

Met Philly Joe Jones
- 1977: Mean What You Say (Sonet)

Met Archie Shepp
- 1978: Live in Tokyo
- 1989 Tray of Silver

Met George Benson
- 1985: Love Walked In
- 1985: The Electrifying George Benson
- 1987: 4 for an Afternoon
- 1993: Witchcraft
- 1995: Par Excellence
- 1998: San Francisco: 1972
- 1999: Live: Early Years
- 1999: The Masquerade Is Over
- 2002: After Hours
- 2002: Blue Bossa

Met anderen
- 1972: Never Again!,  James Moody
- 1973: The New Heritage Keyboard Quartet, Roland Hanna, Mickey Tucker
- 1974: Live at Town Hall, Roy Brooks
- 1976: Illusions, Jimmy Ponder
- 1976: Invitation, David Schnitter
- 1977: New Horizons, Charles McPherson
- 1978: The Eleventh Day of Aquarius, Ronnie Cuber
- 1982: Sentimental Mood, Mickey Bass
- 1984: Nostalgia, Benny Golson
- 1994: Gentle Time Alone, Ted Dunbar
- 1998: Big Daddy, Bob Ackerman
- 1998: Richie & Phil & Richie, Richie Cole
- 2004: Village in Bubbles, Kazumi Watanabe
- 2007: The Crawl: Live at Birdland, Louis Hayes